# Eupithecia subciliata
Eupithecia subciliata är en fjärilsart som beskrevs av Doubleday 1856. Eupithecia subciliata ingår i släktet Eupithecia och familjen mätare. Inga underarter finns listade i Catalogue of Life.